# Amelie Hausmannová
Amelie Hausmannová (14. května 1862 Budapešť – 15. května 1920 Praha) byla česká malířka.

## Život
Narodila se v rodině profesora pražské polytechniky Vincence (Čeňka) Hausmanna a jeho manželky Amalie, rozené Hoffmannové. Měla dva sourozence (bratra a sestru – dvojčata). Sestra Olga Theofila Pikhartová byla též malířka.
Počátkem 90. let 19. století odjela se svou sestrou Olgou do Paříže, kde studovala na Julianově akademii u profesorů Lefebvra a Fleuryho. V Mnichově studovala u profesora Ludwiga von Hertericha. Pobývala delší dobu též ve vesnici Lipňa u města Murom a na Baltu. Po pobytu v Rusku se vrátila do Prahy.

## Dílo
Dílo Amelie Hausmannové zachycuje motivy z pobytu v Rusku a na Baltu, z Benátek a z Prahy. Též se věnovala grafice.

### Galerie

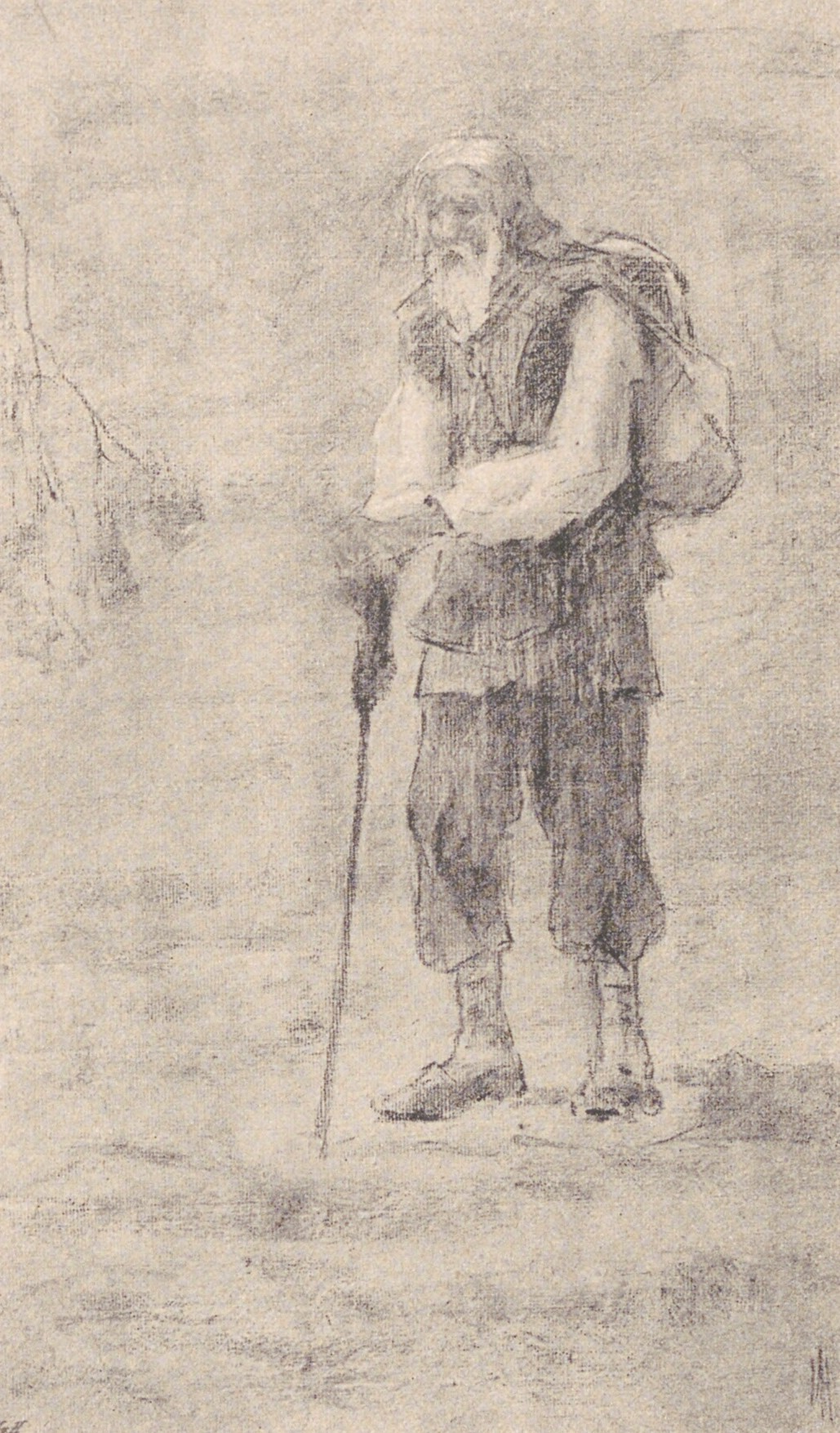
Amélie Hausmannová: Stařec poutník (před rokem 1905)
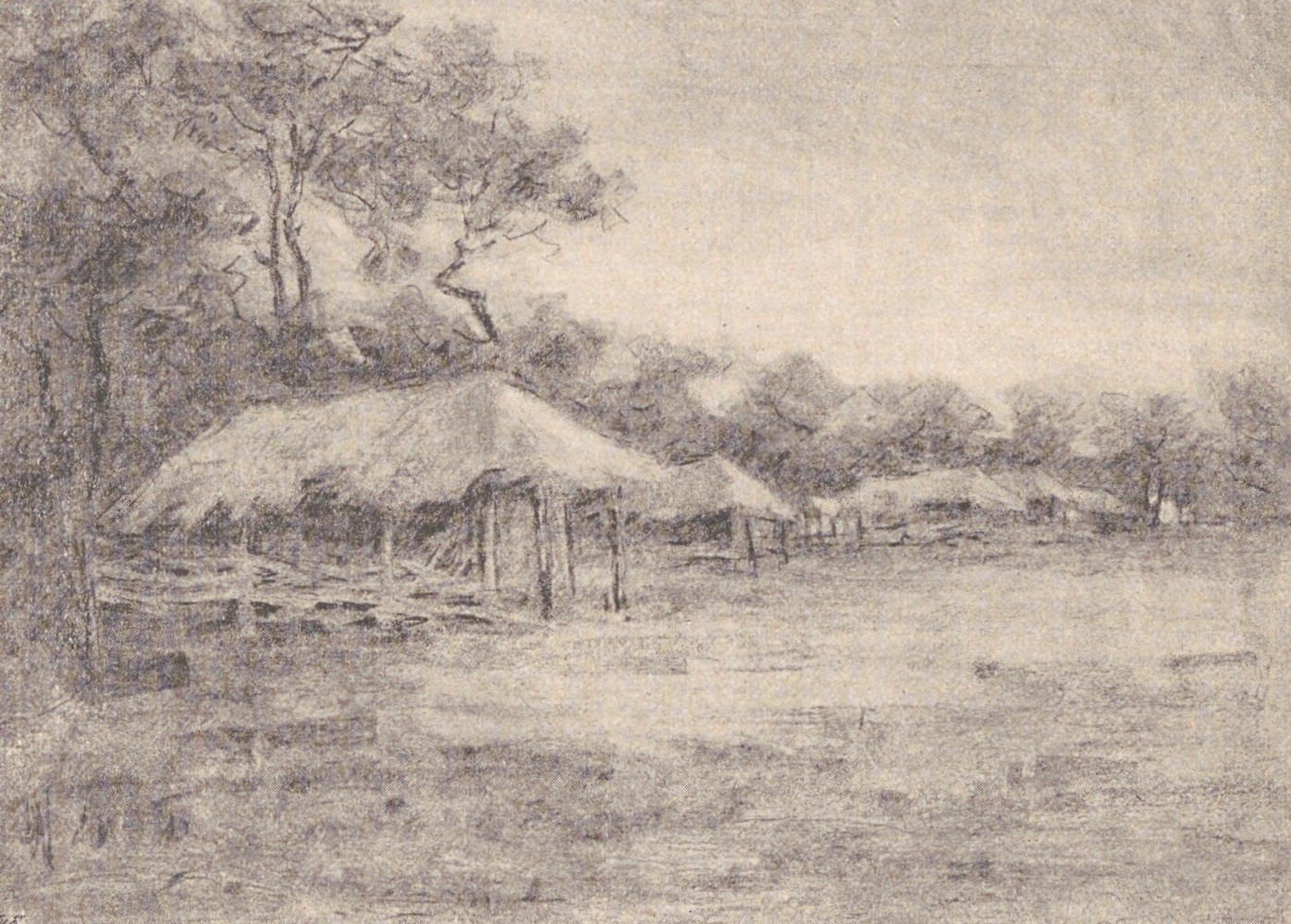
Amélie Hausmannová: Obilné chaty (před rokem 1905)
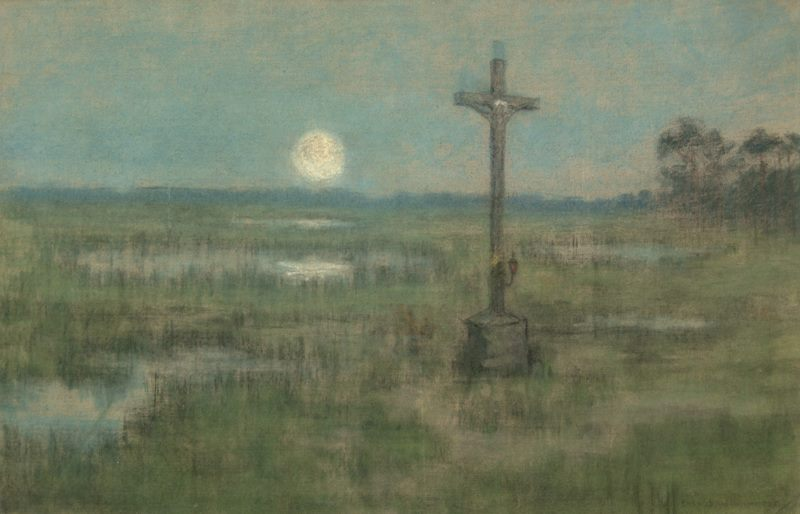
Amélie Hausmannová: Měsíc nad rybníkem
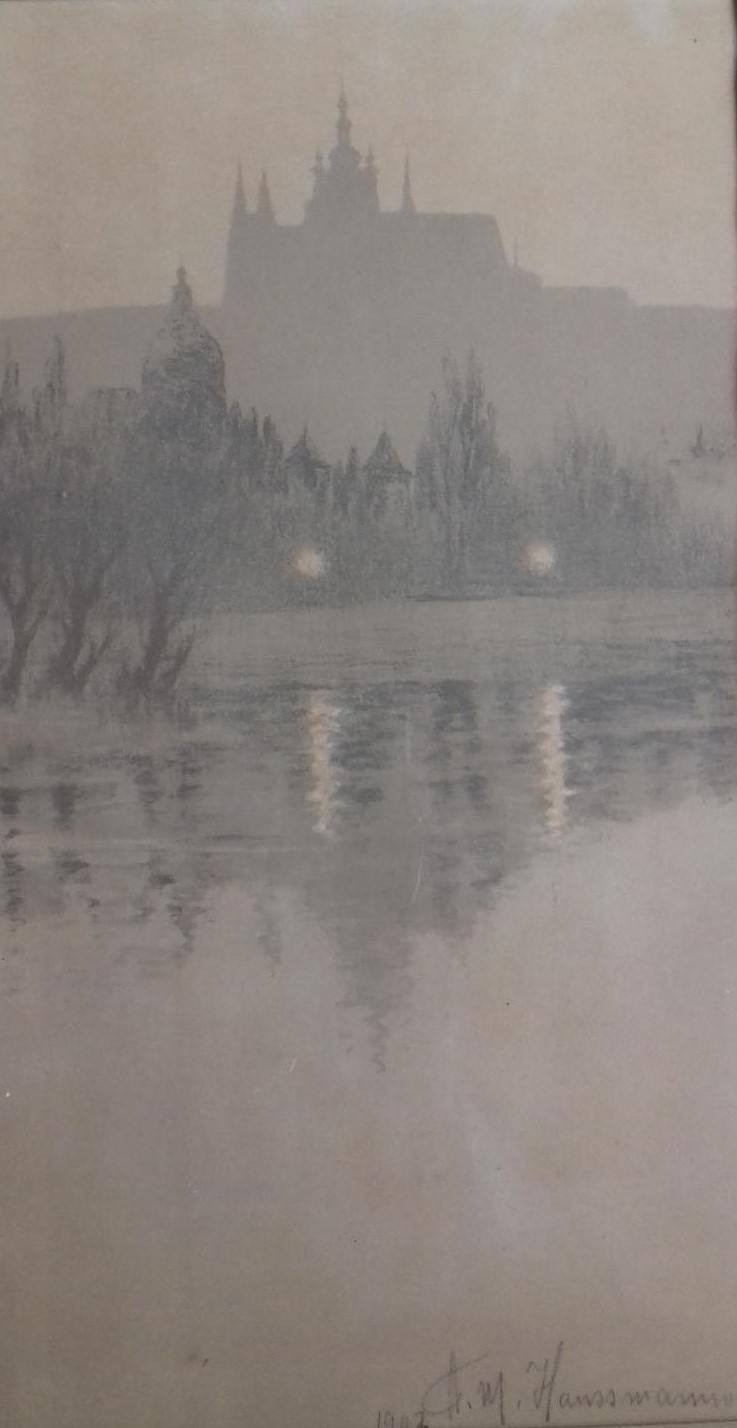
Amélie Hausmannová: Pražský hrad (litografie, 1902)

## Zajímavost
Jako sídlo pražského ateliéru Amelie Hausmannové, ve kterém svá díla i vystavovala, je uváděn v roce 1905 dům „U Dvou tisíc“ (Rašínovo nábřeží 2000/78 a 1980/70), který vlastnil stavitel Vácslav Havel a ve kterém se narodil pozdější president Václav Havel.